# Ladislaus Postumus

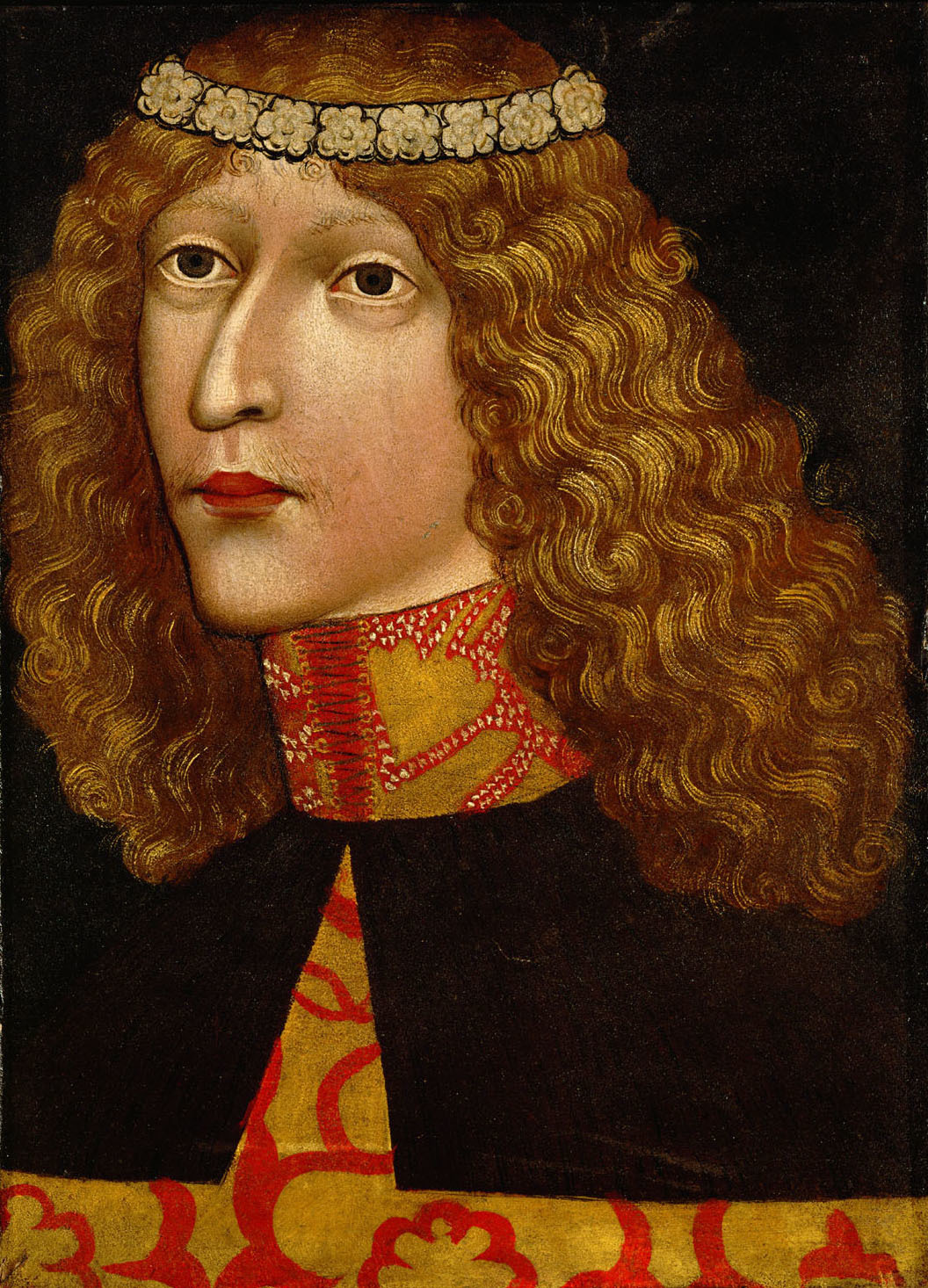
Ladislaus Postumus

Ladislaus Postumus (tschechisch Ladislav Pohrobek, ungarisch V. László, kroatisch Ladislav V. Posmrtni; * 22. Februar (nach einer zeitgenössischen Quelle bereits in den Nachtstunden des 21. Februar) 1440 in Komorn; † 23. November 1457 in Prag) war Herzog von Österreich, König von Böhmen und als Ladislaus V. König von Ungarn. Sein Tod beendete diese Personalunion und bedeutete zugleich das Ende des Albertinischen Familienzweigs der Habsburger in männlicher Linie.

## Herkunft
Ladislaus Postumus war der Sohn Elisabeths von Luxemburg, der einzigen Tochter Kaiser Sigismunds aus dessen zweiter Ehe mit Gräfin Barbara von Cilli, und des Herzogs Albrecht V. von Österreich, der seinem Schwiegervater als deutsch-römischer König sowie als König von Böhmen und Ungarn nachfolgte. Seine ältere Schwester Anna wurde 1446 mit Herzog Wilhelm III. von Sachsen verheiratet, die Schwester Elisabeth war seit 1454 Gattin des polnischen Königs Kasimir IV. Andreas.

## Kindheit
Ladislaus wurde erst nach dem Tod seines Vaters Albrecht geboren, daher erhielt er den Beinamen Postumus (der Nachgeborene). Theoretisch war er von Geburt an Herzog von Österreich und Doppelkönig, doch war sein Königtum in Böhmen und Ungarn zunächst umstritten. In Böhmen widersetzte sich die Partei der Utraquisten seiner Thronfolge, ein großer Teil des Adels erkannte seine Ansprüche jedoch an. Letztere forderten aber gleichzeitig, den jungen Ladislaus unter Vormundschaft des böhmischen Hochadels in Prag erziehen zu lassen, erst danach wollten sie ihn zum König krönen. Wie die böhmischen forderten auch die österreichischen Stände, Ladislaus unter ihrer Obhut aufwachsen zu lassen.
Seine schwangere Mutter war als Tochter des Königs Sigmund die legitime Erbin Ungarns und versuchte sofort nach dem Tod ihres Gatten, den Thronanspruch des noch ungeborenen Kindes durchzusetzen. Die magyarischen Magnaten bedrängten Elisabeth seit Januar 1440, sich mit dem weit jüngeren König Władysław III. von Polen (sein jüngerer Bruder Kasimir IV. Jagiełło sollte später ihre gleichnamige Tochter heiraten) zu vermählen, um die Abwehrkraft beider Länder gegen einen drohenden Angriff der Osmanen zu vereinen. Überzeugt, einen männlichen Thronerben zu gebären, dessen Thronanspruch durch diese Ehe gefährdet gewesen wäre, verweigerte Elisabeth diese Forderungen entschieden. In der Nacht vom 21. auf den 22. Februar 1440, kurz vor ihrer Niederkunft, gelang es ihrer Hofdame Helene Kottannerin, die ungarische Stephanskrone, die in der Plintenburg aufbewahrt wurde, wo die Königin keinen Zugriff darauf hatte, von dort heimlich nach Komorn zu bringen (Diese Unternehmung wird gewöhnlich als „Raub der Stephanskrone“ bezeichnet). Um dem polnischen König Wladyslaw III. und seinen Anhängern zuvorzukommen, ließ Elisabeth den zweimonatigen Ladislaus am 15. Mai 1440 in Stuhlweißenburg mit der Stephanskrone zum König von Ungarn krönen. Der mittlerweile nach Ungarn gerufene Wladyslaw (als ungarischer König Vladislav I.) ließ sich am 17. Juli 1440 ebenfalls zum König von Ungarn krönen, mit einer Funeralkrone. Es folgte ein fast zweijähriger Bürgerkrieg, in welchem sich Elisabeth trotz finanzieller Not in West- und Nordungarn behaupten konnte.
In seinen Testamenten hatte Albrecht II. festgelegt, dass die Vormundschaft für seinen noch ungeborenen Sohn von ihr und dem Familienoberhaupt der Leopoldinischen Linie gemeinsam mit einem Regentschaftsrat geführt werden sollte. Gegen dieses Testament verstieß Elisabeth zunächst, als sie Herzog Albrecht VI. von Österreich, von dem sie in ihrem Kampf um die Nachfolge ihres Sohnes tatkräftig unterstützt wurde, zum Vormund ihres Sohnes bestimmte. Letztlich aber sah sie sich  zu einer Annäherung an Herzog Friedrich V. von Österreich gezwungen, der inzwischen als Nachfolger Albrechts II. zum römisch-deutschen König gewählt worden war. Sie verpfändete diesem große Gebiete in Westungarn und sogar ihre eigene Krone, um den Krieg um die Nachfolge ihres Sohnes weiterführen zu können. Am 23. August 1440 übergab Elisabeth ihren Sohn zusammen mit der Stephanskrone an Friedrich und bestätigte diesen als offiziellen Vormund des Jungen. Ladislaus wurde anfangs in Wiener Neustadt erzogen, Friedrich übernahm die Regierung des Herzogtums Österreich. Am 19. Dezember 1442 verstarb Elisabeth in Raab, Ladislaus wurde zum völligen Waisen, ihm verblieben aber die drei Jahre ältere Schwester Elisabeth als Spielgefährtin und die Hofdame Helene Kottannerin als Erzieherin.

Wappen Ladislaus’ 1444

### Nachfolge in Ungarn
Nachdem Władysław III. auf einem Feldzug gegen die Türken in der Schlacht von Varna gefallen war, wurde Ladislaus am 7. Mai 1445 auf einem Reichstag in Pest formell als König Ladislaus V. von Ungarn anerkannt, auch die böhmische Wenzelskrone war ihm jetzt sicherer als zuvor. Die eigentliche Regierung blieb jedoch bei dem von den ungarischen Ständen am 6. Juni 1446 gewählten Reichsverweser Johann Hunyadi. Für eine nochmalige Krönung sollte Ladislaus nun persönlich nach Ungarn kommen. Dies aber wurde von Friedrich verweigert, was seine ungarischen Gegner zu der Unterstellung veranlasste, er würde den Jungen als politisches Pfand auf Schloss Orth in Gewahrsam halten. Hunyadi fiel daraufhin in Österreich ein, doch sah er sich, bedingt durch die verlustreichen Kämpfe gegen die Türken in der Schlacht auf dem Amselfeld vom 18. Oktober 1448, zu einem Ausgleich mit dem Habsburger gezwungen. Der am 22. Oktober 1450 geschlossene Vertrag von Pressburg bestimmte, dass Ladislaus bis zu seinem 18. Lebensjahr bei Friedrich verbleiben und Hunyadi bis dahin für ihn die Regentschaft in Ungarn führen solle.

### Nachfolge in Böhmen
Auch in Böhmen wurde Ladislaus nicht sofort als König anerkannt. Nach einigen Jahren der Anarchie gelang es dem mährischen Adligen Georg von Podiebrad 1448, die Hauptstadt Prag einzunehmen. Mit Georg unterhielt Friedrich gute Beziehungen. 1451 übertrug ihm Friedrich die Reichsverweserschaft. Podiebrad verzichtete dafür auf die Überstellung des Thronerben nach Böhmen. Ab 1450 wurden die Forderungen der österreichischen aber auch böhmischen Stände, Ladislaus endlich freizugeben, immer drängender, zumal der böhmische Landesverweser in einem Bürgerkrieg gegen die katholischen Aristokraten die Oberhand gewonnen hatte.

## Befreiung aus der Vormundschaft

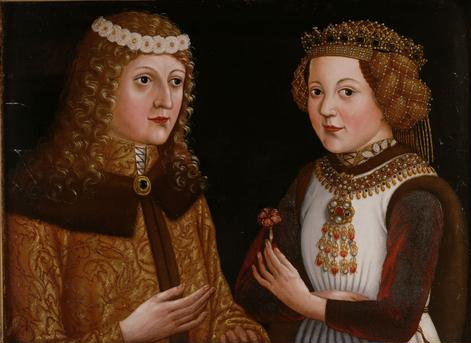
Verlobungsbild König Ladislaus „Postumus“ (1440–1457) mit Magdalena von Frankreich (1443–1495) 1457, Brustbilder

Am 14. Oktober 1451 trafen sich unter der Führung Ulrichs von Eyczing auf Schloss Mailberg im Weinviertel 39 Herren und Ritter sowie Städtevertreter aus Ober- und Niederösterreich und schlossen ein Bündnis gegen König Friedrich III. Vorwand des Bündnisses war die Entlassung Ladislaus’ aus der Vormundschaft seines Onkels, doch ging es den Ständen vorrangig um die Verstärkung ihres eigenen Einflusses. Gleichzeitig drängte die böhmische Aristokratie Friedrich, der sich am 19. März 1452 in Rom zum Kaiser Friedrich III. krönen ließ, Ladislaus endlich seine Rechte ausüben zu lassen. Nach dessen Weigerung mit der Begründung, Ladislaus sei noch nicht volljährig, versuchte der katholische Adel, den jungen König mit Gewalt nach Prag holen zu lassen. Unter Führung Heinrichs von Rosenberg zog ein böhmisches Heer nach Österreich, vereinigte sich mit den dortigen Aufständischen und begann am 28. August den Angriff auf Friedrichs Residenz in Wiener Neustadt.
Am 4. September 1452 erreichten die Truppen der vereinigten Stände unter der Führung Ulrichs von Eyczing und des Grafen Ulrich von Cilli nach einer kurzen Belagerung des Kaisers in Wiener Neustadt die „Übergabe“ bzw. „Befreiung“ Ladislaus’. Dessen feierlicher Einzug in Wien erfolgte am  6. September. Am 1. Jänner 1453 legte Johann Hunyadi seine Reichsverweserschaft über Ungarn in die Hände des 12-jährigen Ladislaus zurück, wenig später begannen aus gleichem Grunde in Znaim Verhandlungen mit dem böhmischen Gubernator Georg von Podiebrad. Am 28. Oktober 1453 wurde Ladislaus durch den Olmützer Bischof Johannes XIII. Haes zum König von Böhmen gekrönt; hier wurde er relativ problemlos anerkannt. Ulrich von Cilli konnte seinen Einfluss über Ladislaus gegen Eyczing durchsetzen und übernahm die politische Beratung des jungen Königs.
Am 29./30. September 1454 kam er auf dem Weg nach Breslau, um die Huldigung der Stände entgegenzunehmen, nach Görlitz. Bereits sein Vater hatte die Stadt auf dem Weg nach Schlesien Ende Oktober 1438 für zwei Wochen besucht. Ladislaus’ damaliges Aussehen wurde beschrieben als „von schlanker Statur und hochseligem Antlitz, hatte leuchtende Augen und trug einen Kranz von Ringelblumen im langen blonden Haar“. Er wohnte mit Podiebrad, der sich seiner „wie ein Vater“ annahm, im Schönhof. Auch der böhmische Kanzler wohnte ganz in der Nähe am Untermarkt in Urban Emmerichs Haus, was von der Stadt nicht ohne finanziellen Aufwand zum größtmöglichen Wohlbefinden des Königs verwirklicht wurde.
In Ungarn verfeindete sich Ulrich von Cilli aber bald mit den Hunyadis. Ein wesentlicher Faktor dabei war, dass diese die Hauptlast im Kampf gegen die Osmanen trugen, während Cilli (und mit ihm Ladislaus) in dieser Frage völlig untätig blieben. Nach der Belagerung und Entsetzung Belgrads 1456 erlag Johann Hunyadi einer Seuche. Bei dem Aufenthalt Ulrichs von Cilli in Belgrad wurde dieser von Ladislaus, einem Sohn Johann Hunyadis, getötet. Dessen spätere Hinrichtung löste in Ungarn große Empörung aus. Ladislaus Postumus begab sich von Ofen nach Prag, wo er sein letztes Lebensjahr verbringen sollte.

## Tod und Folgen
Am 23. November 1457, noch vor seinem 18. Geburtstag, starb Ladislaus kurz vor seiner geplanten Hochzeit mit Magdalena von Frankreich, einer Tochter Karls VII.
Die Vermutung, er sei ermordet worden, galt zwar als ziemlich plausibel, doch nachdem 1984 sein Sarg geöffnet und sein Skelett interdisziplinär untersucht worden war, ist heute gesichert, dass Ladislaus an lymphatischer Hämoblastose, einer Erscheinungsform der Leukämie, verstorben ist. Sein Skelett zeigte die für die Krankheit typischen Knochen-Veränderungen.
Mit Ladislaus Postumus starb die durch den 1379 geschlossenen Vertrag von Neuberg von Albrecht III. von Österreich begründete Albertinische Linie des Hauses Habsburg aus. Nach mehreren Konflikten und kriegerischen Auseinandersetzungen wurden schließlich Kaiser Friedrich III. im Herzogtum Österreich, Matthias Corvinus im Königreich Ungarn und Georg von Podiebrad im Königreich Böhmen seine Nachfolger. Georg wurde so der einzige hussitische König Böhmens. Der Versuch, eine Gesamtherrschaft dieser drei Länder im östlichen Mitteleuropa zu schaffen (in diesem Fall unter einer habsburgischen Oberherrschaft), war damit zum zweiten Mal gescheitert.